# キリル・ラクスマン

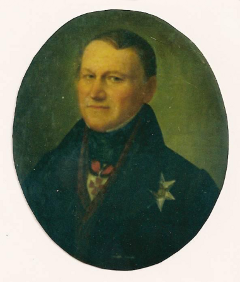
キリル・ラクスマン

キリル・グスタヴォヴィチ・ラクスマン（ロシア語: Кири́лл Гу́ставович Ла́ксман, ラテン文字転写: Kirill Gustavovich Laksman）、またはスウェーデン名でエリク・ラックスマン（典: Erik Laxman, 露: Э́рик Гу́ставович Ла́ксман, 1737年 - 1796年）は、スウェーデン系のフィンランド出身の博物学者。
フィンランドはラクスマン存命当時はスウェーデン領であったため、スウェーデン王国出身とされることも多い。
日本では『北槎聞略』やスウェーデン語などの表記からラックスマンと表記されることも多い。
ロシア帝国サンクトペテルブルク科学アカデミー会員であり、当時ロシアに漂流した大黒屋光太夫の帰国実現のために奔走した。

## 生涯
1737年、当時スウェーデン領だったフィンランドのサヴォンリンナに生まれる。
幼少期から青年期まで貧乏な生活に苦しんだがルター派の牧師となり、以後、苦学力行の末ロシアに渡り、当初は牧師としてシベリアに赴任したが、そこでの地質などの研究が認められて、博物学者として名を成し、帝国サンクトペテルブルク科学アカデミー会員となり、女帝エカチェリーナ2世や政府高官の知遇を得るまでに至った。
妻エカチェリーナ・イワノヴナとの間にグスタフ、アダム、三男（夭折）、アファーナシィー、マルチンの五男を儲けた。
1784年にはイルクーツクに赴任し、自然研究とイルクーツク郊外にガラス工場の設立を手がけていた。
ラクスマンは自らの師であるカール・ツンベルクがかつて出島（現長崎市）に留学して『日本植物誌』を著していたことから、かねてより日本に興味を抱いていたといわれる。
1790年（寛政元年）、イルクーツクで大黒屋光太夫に出会う。ラクスマンは、光太夫の境遇に同情すると同時に、帰国が叶うように最大級の尽力を惜しまなかった。また、博物学者としてラクスマンは、光太夫たちから日本の情報を収集することにも力を注いだ。ラクスマンは、すこし頑固なところがあったが、真摯で誠実な人物であり、光太夫一行は、次第にラクスマン一家と家族的な付き合いをするようになっていった。しかし、帰国を願う嘆願書は、あくまで光太夫たち日本人をロシアに帰化させることを方針としていたイルクーツク総督府によって握りつぶされていた。
1791年（寛政3年）、ラクスマンは光太夫とともに直接エカチェリーナ2世に帰国を直訴すべく、1月15日帝都サンクトペテルブルクに向け出発する。ラクスマンと光太夫は2月19日にペテルブルクに到着する。しかし長旅がたたり、ラクスマンは腸チフスにかかり、病臥の人となる。光太夫はラクスマンの枕頭にあって献身的に介護した。こうした手厚い介護もあって、3か月後にラクスマンは回復した。この間、女帝はツァールスコエ・セローに行幸していたため、女帝を追ってラクスマン、光太夫も5月8日、ツァールスコエ・セローに赴いた。5月28日光太夫は女帝に謁見し、帰国の許可を嘆願することに成功した。エカチェリーナ2世は、外務参事院議長（外務大臣）アレクサンドル・ベズボロドコ公爵に漂流民送還を指示し、9月29日に光太夫ら漂流民送還の勅令が出された。
1792年（寛政4年）、ラクスマンと光太夫ら漂流民はオホーツクに到着し、ラクスマンの次男アダムが遣日使節となる。8月21日ラクスマンと光太夫は決別の時を迎えた。光太夫はラクスマンの足下にひざまずき、それまでの恩義に深い謝意を示したという。
アダムの帰国後、女帝から功労を称えられ、ロシア帝国の紋章である双頭の鷲と出身地フィンランドの紋章ライオンに3本の日本刀を組み合わせた家紋を下賜される。その後、ラクスマンは自ら日本に赴こうとするが、そのためにシベリアを旅行中の1796年1月、客死した。59歳。